# Rubén Morán
Ruben Morán (6. srpen 1930, Montevideo – 3. leden 1978, Montevideo) byl uruguayský fotbalista. Nastupoval především na postu útočníka.
S uruguayskou reprezentací vyhrál mistrovství světa roku 1950. Na vítězném šampionátu nastoupil k jednomu utkání, k závěrečnému rozhodujícímu zápasu s Brazílií. V národním týmu celkem odehrál 4 utkání.
Hrál za klub CA Cerro Montevideo.